# Wissenschaftsastronaut
Wissenschaftsastronauten (auch Wissenschaftskosmonauten) sind eine Untergruppe der Raumfahrer, die nicht direkt mit der Führung des Raumschiffs betraut sind, sondern während der Mission wissenschaftliche oder technologische Experimente durchführen. 

## Geschichte und Allgemeines
Die ersten Wissenschaftler im Weltraum waren Boris Jegorow und Konstantin Feoktistow an Bord von Woschod 1 der Sowjetunion (UdSSR) im Jahre 1964.
In den USA bildete die NASA ab 1965 Wissenschaftler als Astronauten aus. Der erste amerikanische Wissenschaftsastronaut im All war Harrison Schmitt, der 1972 als Geologe auf der letzten bemannten Mondmission Apollo 17 mitflog. Er war allerdings auch Pilot. 
Seit 1978 unterscheidet die NASA zwischen Missionsspezialisten – die Berufsastronauten sind – und Nutzlast-Spezialisten. Letztere sind meistens Forscher bzw. Techniker, die nur auf bestimmten Missionen oder Modulen wissenschaftliche Experimente durchführen.
Astronauten der ESA sind sowohl als Nutzlast-Spezialisten (z. B. Ulf Merbold, Reinhard Furrer, Ernst Messerschmid) als auch als Missionsspezialisten (z. B. Claude Nicollier, Gerhard Thiele) geflogen.
Die Kooperation von Raumfahrttechnik und Wissenschaft kann auf kleinere Länder außerordentlich befruchtend wirken. Ein Beispiel dafür ist die sowjetisch-österreichische Mission Austromir91 mit Franz Viehböck, an deren 15 Experimenten 20 Forschungsinstitute und 30 Unternehmen beteiligt waren.
Als Nebenzweck tragen Wissenschaftsastronauten dazu bei, der Öffentlichkeit den Sinn der Raumfahrt näherzubringen und insbesondere den Nutzen der bemannten Raumfahrt vom oft vordergründigen Kostendenken zu befreien. Auch die Innovationsbereitschaft von Industrie und Angewandter Forschung kann so gefördert werden.